# Engel'gardt
Engel'gardt est un cratère d'impact sur la face cachée de la Lune.
Une partie de son bord a été mesurée à 10 786 mètres, ce qui en fait le plus haut sommet de la Lune.
Sa profondeur, également remarquable, atteint les 8 kilomètres.